# Kopyto (zoologia)

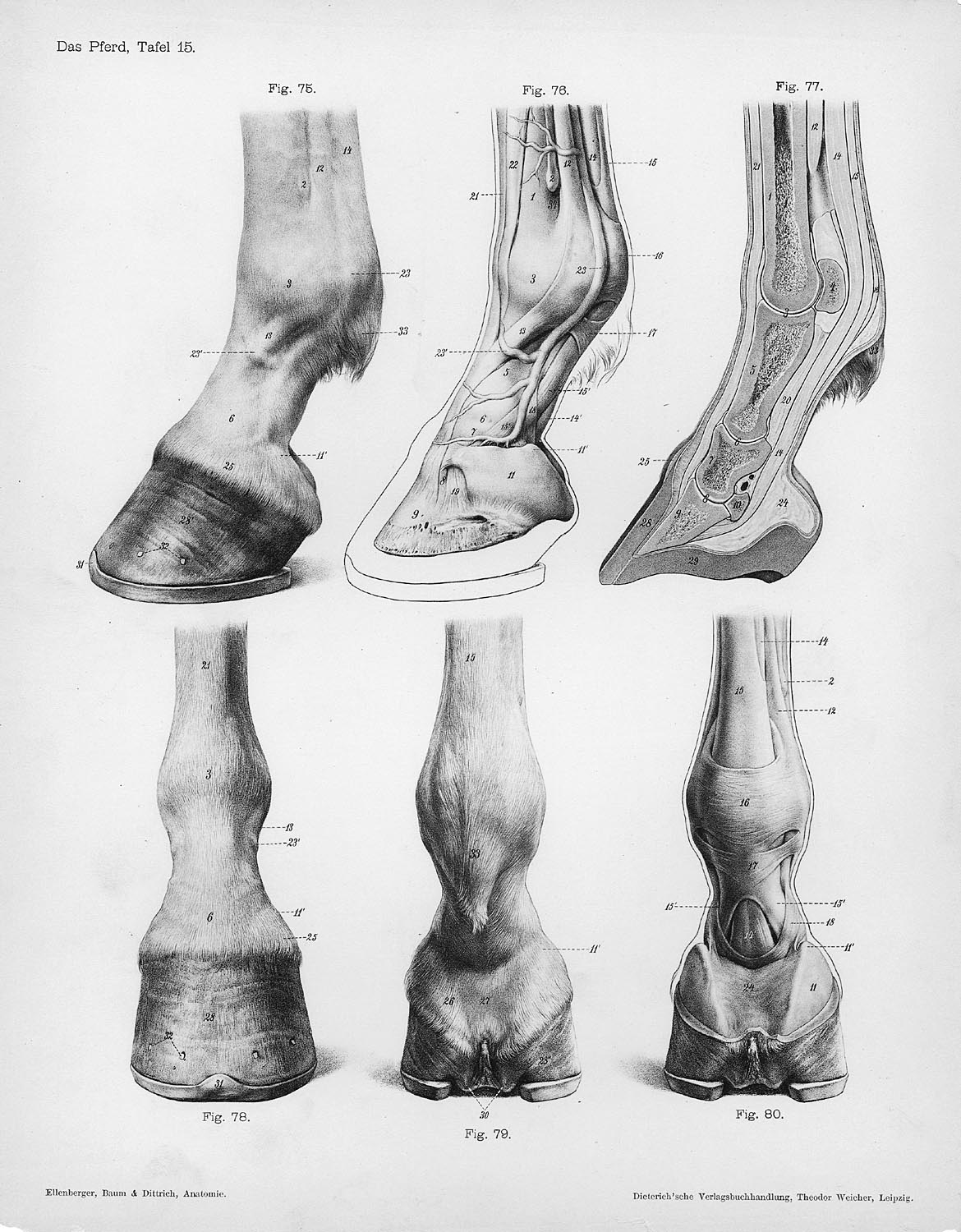
Anatomia kopyta końskiego

Kopyto (łac. ungula) – rogowa osłona końcowych członów palca ssaków kopytnych (nieparzystokopytnych i parzystokopytnych), o kształcie puszki z masywną ścianą boczną i podeszwą. Składa się z trzech głównych części: odżywa, tworzywa i puszki rogowej kopyta. W terminologii hodowlanej kopyta parzystokopytnych, osłaniające końce III i IV palca, noszą nazwę racic, natomiast na palcach II i V występują raciczki (paraungulae), inaczej racice rzekome. 
Kopyto ma budowę podobną do budowy paznokcia i pazura, jest do nich homologiczne. W budowie kopyta wyróżnia się te same elementy: blaszkę grzbietową i blaszkę podeszwową, która przylega do opuszki palcowej. W kopycie opuszka palcowa przekształcona jest w tzw. strzałkę i zagłębiona w puszkę kopyta.
Kopyto końskie opisano w odrębnym artykule: